# おひつじ座イプシロン星
おひつじ座ε星（おひつじざイプシロンせい、ε Arietis、ε Ari）は、おひつじ座にある実視連星である。合成での視等級は4.63で、肉眼でみることができるが、2つの恒星は非常に接近しているので、望遠鏡がなければ分離することはできない。年周視差は8.5ミリ秒で、それを基に計算した距離は、およそ380光年となる。

## 名称
おひつじ座ε星が二重星であることは、1827年にシュトルーベが発見した。早くから二重星として知られ、2つの恒星の間の離角もそれ程小さくはないので、ヘンリー・ドレイパーカタログや輝星星表では2つの恒星それぞれに番号が付けられ、明るい方の恒星（おひつじ座ε星A）はHD 18520、HR 888、暗い方の恒星（おひつじ座ε星B）はHD 18519、HR 887となっている。
おひつじ座ε星は、おひつじ座δ星、おひつじ座ζ星、おひつじ座π星、おひつじ座ρ3星と共に、アラビア語で「小さなお腹」を意味するal-buṭain（ألبطين）という名称が付けられていた。NASAのA Reduced Star Catalog Containing 537 Named Starsカタログによれば、Al Buṭainという名称は4つの恒星に付与され、π星がAl Buṭain I、ρ3星がAl Buṭain II、ε星がAl Buṭain III、ζ星がAl Buṭain IVとなっており、δ星はボテイン（Botein）となっている。

## 星系
おひつじ座ε星Aは視等級が5.2で、その南南西に1.4秒離れた位置にある5.5等級の恒星がおひつじ座ε星Bである。2つの恒星はどちらもA型主系列星または準巨星とされ、近年の研究ではスペクトル型がA2 Vsとなっている。添字の"s"は、スペクトルの吸収線がとても細く深いことを示す。Ap星、Am星に特化した特異星のカタログでは、A3 Tiという分類がなされており、これはチタンの組成が異常なAp星であることを示している。自転速度は、いずれも60km/s以上と推定される。
おひつじ座ε星AとBは、連星であると考えられており、重星の見かけの運動から解析的に計算して軌道要素を求める手法によって、およそ1,200年周期で楕円軌道を公転しているものと推定されている。
おひつじ座ε星は、おおぐま座ストリームの一員である可能性があり、そうだとすれば年齢は5億年程度と推定される。